# Vogt von Soest

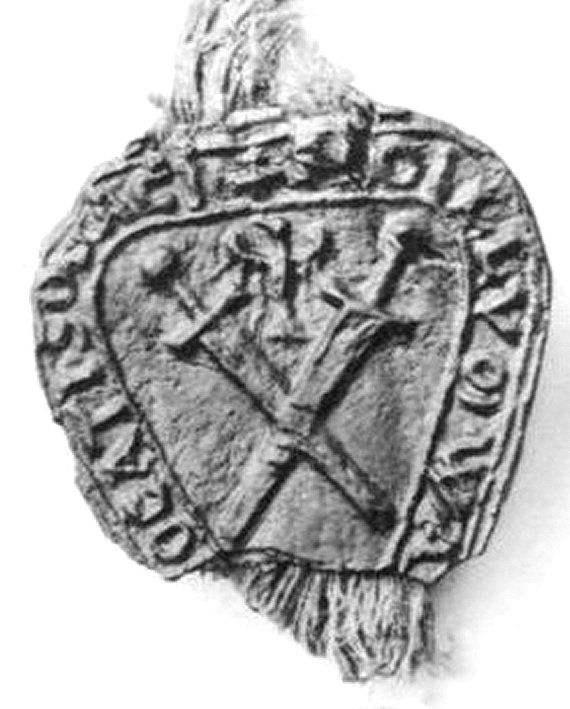
Wappen der Vögte von Soest

Vogt von Soest war ein mittelalterliches Amt und eine danach benannte Adelsfamilie im Raum Soest. 
Die Familie ist nicht zu verwechseln mit einem zeitlich späteren, wappenverschiedenen Adelsgeschlecht Vogt in Soest, den Rittern von Soest oder den Schultheißen von Soest.

## Amt
Bis die Stadt im Jahr 1279 selbst die Vogtei mit Bann, Gerichtsbarkeit und den zugehörigen Einkünften übernahm, existierte die Soester Vogtei. Bereits in der ältesten Schicht des Soester Stadtrechtes tauchen der Vogt als oberster weltlicher Richter und der Schultheiß als Verwalter von erzbischöflichem Besitz auf. Auch Letzterer hatte richterliche Funktionen. Dabei waren beide Funktionsträger der Erzbischöfe von Köln in der Funktion als Soester Stadtherren. Die Erzbischöfe waren die eigentlichen Oberherren der Vogtei und entlohnten auch die Vögte. Die Soester Vogtei gehörte zu den alten Rechten der Erzbischöfe. Diese hatten sie schon vor der Teilung des Herzogtums Sachsen und der Übertragung des Herzogtums Westfalen im Jahr 1180 an die Erzbischöfe inne.
Sie setzten als Inhaber der Vogtei bedeutende Adelige aus dem Rheinland und aus der näheren Umgebung ein. Seit Mitte des 12. Jahrhunderts waren es die Grafen von Nörvenich-Molbach, Ende des Jahrhunderts hatte Graf Wilhelm von Jülich die Funktion inne, und seit 1207 bekleideten die Grafen von Arnsberg den Posten, unter anderen Gottfried II. Dieser erschien 1229 und 1230 als Vorsitzender des Vogteigerichts. Strittig waren die Vogteirechte 1238 zur Zeit von Gottfried III. Seit 1234 ist eine Personalunion von Stadt- und Stiftsvogtei über St. Patrokli bezeugt.
Die Inhaber der Vogtei beauftragten einen Verwalter mit der praktischen Wahrnehmung des Amtes, da die Aufgaben, die mit dem Amt verbunden waren, aus der Entfernung nicht erfüllbar waren. Der Verwalter wurde wahrscheinlich von dem Inhaber mit einem Lehen entschädigt.  Etwas problematisch ist, dass in den Quellen sowohl die Verwalter wie auch die Inhaber der Vogtei mit dem Begriff advocatus bezeichnet wurden. Nur einmal ist die Rede von einem subadvocatus.
Jedes Jahr fand an drei festen Terminen ein Gerichtstag („echtes Ding“) statt. Alle Bürger waren verpflichtet, der Versammlung beizuwohnen. Verhandelt wurden alle Straftaten („zu Hals und Hand“) in der Stadt und einer vom Erzbischof festgelegten Bannmeile, mit Ausnahme solcher Fälle, für die vorher schon das ebenfalls erzbischöfliche Gogericht eingeschaltet worden war. Der Vogt richtete unter Königsbann und später auch unter Blutbann. Eine Berufung war nicht möglich. Die Vögte zogen als Rechtsfinder als Ersatz für das in Köln oder Medebach bestehende Schöffenkollegium angesehene Bürger heran.

## Familie
Das Amt der Verwalter des Vogtamtes, die sich als Vögte von Soest bezeichneten, wurde im Lauf der Zeit erblich. Angehörige wurden in der Zeit zwischen 1141 und 1254 genannt. Folgt man Johann Suibert Seibertz, entstammten sie einem Nebenzweig der Familie der Grafen von Jülich.
Die Unterstellung unter die hochadeligen Inhaber der Vogtei zeigt sich auch am Siegel des Walter Vogt von Soest. Es zeigt zwei gekreuzte Schwerter als Zeichen der gerichtlichen Funktion und der politischen Strafgewalt. Darüber zeigt der Adler die Abhängigkeit von den Grafen von Arnsberg an.
Die Familie hatte unter anderem Besitz bei Welver und dort das Erbe der ausgestorbenen Edelherren von Welver angetreten. Auch sie selbst waren edelfreier Herkunft. Die später dort ansässige Familie von Welver gehörte dagegen dem Niederadel an.
Der Amtshof der Vögte befand sich außerhalb der Stadtmauern im Südwesten der Stadt am Jacobitor. Der Besitz gehörte früher auch den Edelherren von Welver  und wurde Welvereburg genannt. Es scheint also ein befestigtes Gebäude gewesen sein.
Ein erster bekannter Angehörige der Familie war ein Walter, der 1141 erstmals in zwei Urkunden von Arnold I. von Köln als Zeuge genannt wird. Er ist derjenige, der ausdrücklich als Untervogt („subadvocatus“) bezeichnet wird. Später wird auch ein gleichnamiger Sohn genannt. Die spätere Abfolge ist etwas unklar. Folgt man Seibertz, war das Vogtsamt zeitweise in der Hand der Familie von Erwitte, ehe es von 1217 bis 1242 von Walter III. ausgeübt wurde. Dieser war der letzte Vertreter der Familie der Vögte von Soest. Er verkaufte dem Kloster Marienborn einen Teil seines Grundbesitzes in Welver, Klotingen und Schleidingen. Auf dieser materiellen Basis entstand das Kloster Welver. Diesem übertrug Vogt Walter auch die Patronatsrechte der Kirche in Welver.
Nach dem Ende der Familie wurde die Vogtei nicht mehr von edelfreien Geschlechtern, sondern von Angehörigen der Ritterschaft oder des Patriziats verwaltet.

## Wappen
Zwei gekreuzte Schwerter, die Griffe nach oben, zwischen diesen fliegender Adler.